# آلبرت گودموندسون (بازیکن فوتبال، زاده ۱۹۵۸)
آلبرت گودموندسون (انگلیسی: Albert Guðmundsson؛ زادهٔ ۳۰ آوریل ۱۹۵۸) بازیکن فوتبال اهل ایسلند است.
از باشگاه‌هایی که در آن بازی کرده‌است می‌توان به باشگاه فوتبال هلسینگبورگس اشاره کرد.
وی همچنین در تیم ملی فوتبال تیم ملی فوتبال ایسلند بازی کرده‌است.